# Pepila
Pepila is een geslacht van kevers uit de familie bladkevers (Chrysomelidae).
De wetenschappelijke naam van het geslacht werd in 1923 gepubliceerd door Julius Weise.

## Soorten
- Pepila blackburni Biondi & D'Alessandro, 2003
- Pepila brittoni Biondi & D'Alessandro, 2003
- Pepila cardalei Biondi & D'Alessandro, 2004
- Pepila disarmata Biondi & D'Alessandro, 2004
- Pepila diversicollis Biondi & D'Alessandro, 2004
- Pepila elongata Biondi & D'Alessandro, 2004
- Pepila fasciata Biondi & D'Alessandro, 2004
- Pepila ferruginea Biondi & D'Alessandro, 2004
- Pepila impressicollis Biondi & D'Alessandro, 2004
- Pepila kelseyi Biondi & D'Alessandro, 2004
- Pepila leai Biondi & D'Alessandro, 2004
- Pepila leveyi Biondi & D'Alessandro, 2004
- Pepila liepai Biondi & D'Alessandro, 2004
- Pepila longifallica Biondi & D'Alessandro, 2003
- Pepila lucida Biondi & D'Alessandro, 2004
- Pepila madurensis Biondi & D'Alessandro, 2004
- Pepila mcinnesi Biondi & D'Alessandro, 2004
- Pepila mendumi Biondi & D'Alessandro, 2004
- Pepila minuta Biondi & D'Alessandro, 2004
- Pepila mitchelli Biondi & D'Alessandro, 2004
- Pepila naumanni Biondi & D'Alessandro, 2004
- Pepila nemoralis Biondi & D'Alessandro, 2004
- Pepila nigra Biondi & D'Alessandro, 2004
- Pepila nikitini Biondi & D'Alessandro, 2003
- Pepila parallelicollis Biondi & D'Alessandro, 2004
- Pepila piceoscutellata Biondi & D'Alessandro, 2004
- Pepila reidi Biondi & D'Alessandro, 2003
- Pepila rubra Biondi & D'Alessandro, 2004
- Pepila subparallela Biondi & D'Alessandro, 2004
- Pepila turneri Biondi & D'Alessandro, 2004
- Pepila uptoni Biondi & D'Alessandro, 2003
- Pepila vestjensi Biondi & D'Alessandro, 2004
- Pepila weiri Biondi & D'Alessandro, 2004